# Dr. Arkov
Dr. Micheal Arkov is een personage uit de James Bondfilm The World Is Not Enough (1999) gespeeld door acteur Jeff Nuttall. Dr. Arkov, een Russische kernfysicus, is een handlanger van Renard. Hij heeft ervoor gezorgd dat Bond achterna wordt gezeten door de parahawks. Aangezien Bond deze parahawks van zich af heeft weten te schudden, zij het met veel moeite, maakt Arkov zich zorgen omdat de voertuigen terugbezorgd hadden moeten worden. Hij stelt Renard daarom voor om de hele operatie af te blazen. Arkov wordt doodgeschoten, waarop Davidov zijn taak overneemt.